# Nanotubo inorgánico
Un nanotubo inorgánico es una molécula cilíndrica compuesta a menudo por óxidos metálicos, y similar morfológicamente a un nanotubo de carbono. Se ha observado que los nanotubos inorgánicos ocurren naturalmente en algunos depósitos de minerales.
Aunque desde 1930 Linus Pauling mencionó la posibilidad de capas curvadas en minerales, los nanotubos inorgánicos sintéticos no aparecieron hasta que Reshef Tenne y otros reportaron en 1992 la síntesis de nanotubos compuestos de disulfuro de tungsteno.
En los años siguientes, los nanotubos se han sintetizado de muchos otros materiales inorgánicos, tales como óxido de vanadio y óxido de manganeso, y se han hecho investigaciones para aplicaciones como catalizadores de reducción-oxidación y material de cátodos para las baterías.
Los nanotubos inorgánicos son más pesados que los nanotubos de carbono y no tan fuertes bajo estrés de tensión, pero son particularmente fuertes bajo compresión, conduciendo a potenciales aplicaciones en resistencia de impacto como chalecos a pruebas de balas.
Más recientemente, se han propuesto nanotubos inorgánicos construidos de elementos de grupos principales, nitruro de boro (borazina) siendo un rival principal. Como la borazina es isoelectrónica con el benceno, la sustancia lógicamente puede formar hojas, los análogos del fulereno y los análogos de nanotubos.